# Guillaume III de Joigny
Guillaume III de Joigny (né vers 1230, † vers 1261) est comte de Joigny, en Champagne. Il est le fils de Guillaume II de Joigny, Comte de Joigny, et de Isabelle de Noyers (fille de Milon IV, seigneur de Noyers, et de Agnès de Brienne.

## Biographie
Vers 1248, à la mort de son père Guillaume II, il devient comte de Joigny.
En 1248, il participe à la Septième croisade avec Saint Louis (certains historiens du XIXe siècle écrivent qu'il s'agit de Guillaume II, mais il s'agit probablement d'une erreur. Celui-ci étant surement mort vers 1248).
Lors du voyage de retour, sur l'île de Chypre, le chroniqueur Jean de Joinville raconte que Guillaume avait recueilli et nourri chez lui une femme et son enfant, seuls survivants d'un naufrage.
Cette croisade fut un échec, et peut-être fut-il fait prisonnier avec Saint Louis par les musulmans lors de la bataille de Fariskur. Le 5 mai 1250, le roi obtint la paix et sa libération, ainsi que celle des prisonniers croisés, au prix de grands sacrifices, ce qui provoque la fin de la croisade. Guillaume est de retour sur ses terres vers 1250 ou 1251, probablement malade (les chroniqueurs contemporains parlent de langueur).
Vers 1254, le chroniqueur Jean de Joinville raconte qu'un bourgeois du roi est accusé d'avoir commis un méfait sur les terres de Joigny, bien qu'il le niât. Guillaume III le fait arrêter et mettre en prison où il mourut, alors qu'un sergent venait le chercher pour lui accorder la justice du roi. Guillaume fut alors convoqué en audience devant le roi, ou il confessa l'affaire, et fut emprisonné dans le chastelet de Paris. Guillaume III s'est probablement amendé plus tard et a été libéré,,.
Il aurait également essayé de revenir sur les chartes d'émancipation que son père avait octroyées aux habitants de Joigny. Il aurait eu peu de scrupules et n'aurait pas hésité à s'approprier les biens des gens d'église. À sa mort, d'après une légende rapportée par Saint Julien de Balleure, doyen du chapitre de Chalon-sur-Saône, le Diable aurait emporté son âme.
À sa mort (un 28 septembre d'après le nécrologe du prieuré de Joigny), il est inhumé à l'abbaye des Écharlis, où son épitaphe décrit :

« Verbos veraci pollens et mente sagaci
Joingniaci requiescit in ecclesia cy
G. comes, levatus meritis, milesque probatus,
Nobiliter natus, largus, bene merigeratus,
Hic tibi, Christe, Comes sit, sine fine Comes. »

## Mariage et enfants
Vers 1248, il épouse Agnès de Châteauvillain, fille de Simon Ier, seigneur de Châteauvillain (fils de Hugues III, Seigneur de Broyes et de Châteauvillain), et de Alix, dame de Pleurs, fille de Guy de Milly et d'Agnès de Reynel, dont il a quatre enfants connus :
- Jean Ier de Joigny, qui succède à son père ;
- Isabelle de Joigny, citée dans une charte de 1257 (probablement morte jeune) ;
- Jeanne de Joigny, citée dans une charte de 1257 et qui épouse (en tant que deuxième femme) Guillaume Ier d'Antigny Seigneur de Sainte-Croix, dont elle a un fils, Guillaume, seigneur de Savigny ;
- Agnès de Joigny, citée dans une charte de 1257 (probablement morte jeune).

Agnès de Chateauvillain décède avant 1257. Une fois veuf, il épouse en secondes noces le 8 novembre 1257 Isabelle de Mello, fille de Guillaume II de Mello-St-Bris et d'Ermengarde (nom de famille inconnu ; cf. l'article Dreux V), dont il a un enfant connu :
- Guillaume de Joigny, seigneur de Saint-Maurice, qui épouse Adéla/Alix, fille de Guillaume de Bourgogne-Montagu, dont il n'a pas de descendance connue.

Une fois veuve, Isabelle de Mello épouse en secondes noces Humbert de Beaujeu, seigneur de Montpensier, connétable de France et gouverneur du Languedoc (l'un de ses frères, Héric de Beaujeu, fut maréchal de France, et on suppose que Guillaume de Beaujeu, maître de l'ordre du Temple était également son frère).

## Sources
- Marie Henry d'Arbois de Jubainville, Histoire des Ducs et Comtes de Champagne, 1865.
- l'abbé Carlier, Notice sur les comtes de Joigny, 1862.
- Ambroise Challe, Histoire de la ville et du comté de Joigny, 1882